# Secret (倖田來未專輯)
《secret》（台譯：倖感機密）是日本歌手倖田來未的第四張原創專輯，收錄《LOVE&HONEY》《Chase》《奇蹟》《hands》《Hot Stuff feat. KM-MARKIT》等五張單曲，因此張專輯銷量達50萬張，使倖田來未在日本女歌手中的知名度大增，而此張專輯也曾達到公信榜第三名，倖田來未也因這張專輯的大賣而舉辦了第一次限定演唱會，可見這張專輯的銷量之好，使倖田來未衝上歌壇生涯第一個高峰。而在這張專輯歌詞內頁中極性感的圖片，也更堅定了倖田來未的「性感歌姬」地位。

## 發行版本
- CD+DVD
- CD ONLY
- CD+DVD （special edition）
  - 20000張限量版。
- CD+DVD （special edition for live）
  - 8500張限量附贈男性T恤，6500張限量附贈女性背心。

## 曲目

### CD
- ※僅初回盤收錄。
- ☆僅special edition收錄。

1. Intro〜Get down〜
2. キューテイーハニー 甜心戰士
11th單曲「LOVE&HONEY」收錄曲。
電影「甜心戰士」主題歌。
3rd專輯『feel my mind』的初回限定盤收錄本曲，其後又收錄在單曲中。
3. Hot Stuff feat. KM-MARKIT
15th單曲附DVD限定生產單曲與（與「secret special edition」同時發行）。
東京電視台「流派-R」片尾曲。
4. Selfish
DVD單曲「girls〜Selfish〜」收錄曲。
「第20回東日本女子駅伝」主題曲
5. hands
14th單曲。
朝日電視台「内村プロデュース」片尾曲
6. Hearty…
コジマ フレッシュグレー2005主題曲
7. SHAKE IT
DVD單曲「girls～Selfish～」收錄曲。
8. 奇蹟
13th單曲。
NHKJリーグ中継主題曲
9. Trust you
MTV JAPAN「buzz ASIA」(2005年3月度)主題曲。
10. Chase
12th單曲。
朝日電視台「さまぁ〜ずと優香の怪しい××貸しちゃうのかよ!!」片尾曲
11. LOVE HOLIC 愛情中毒
13th單曲的B面曲。使用關西腔以及顏文字。
TBS電視台「世界バリバリ★バリュー」片尾曲
12. 24
DVD單曲「girls〜Selfish〜」收錄曲。
日本電視台「サンクチュアリ/大人の聖域」主題曲
13. Let's Party
集英社「MORE」廣告曲
14. Believe
15. Through the sky
14th 單曲的B面曲。
日本電視台「ザ・サンデー」片尾曲
16. It's a small world / Kumi Koda & Heartsdales (Bonus Track)※☆
映画「環遊世界80天」主題歌
17. Hot Stuff feat.KM-MARKIT〜確変無想転生remix feat. UZI & KM-MARKIT～ (Bonus Track)☆
「secret special edition」追加的Bonus Track。
15th單曲「Hot Stuff feat.KM-MARKIT」也收錄此混音版。

### DVD
☆:僅special edition收錄。
1. キューティーハニー 甜心戰士
2. Chase
3. 奇跡 奇蹟
4. Selfish
精選輯「BEST ～BOUNCE & LOVERS～」的DVD收錄本曲再編輯的Dance ver.。
5. SHAKE IT
6. 24
7. hands〜album edition〜
與單曲「hands」、精選輯「BEST～first things～」收錄的是不同版本。
8. Trust you
本音樂錄影帶獲得「MTV Video Music Awards Japan2006」、「BEST buzzASIA from JAPAN」。
9. Hot Stuff feat.KM-MARKIT☆
「secret special edition」的Bonus Track。也收錄於單曲「Hot Stuff feat.KM-MARKIT」的DVD、精選輯「BEST～first things～」的DVD。另外「BEST ～BOUNCE & LOVERS～」的DVD收錄本曲再編輯的Dance ver.。